# Aydınkavak, Türkoğlu
Aydınkavak là một xã thuộc huyện Türkoğlu, tỉnh Kahramanmaraş, Thổ Nhĩ Kỳ. Dân số thời điểm năm 2010 là 675 người.